# سيار (اسم)
سيار هو اسم علم مذكر من أصل عربي، ومعناه هو الكثير السير ليلًا ونهارًا أو من يجعل الرجل يكثر من السير.

## شخصيات تحمل الاسم
- سيار الجميل (1952 – )
- سيار الكواري (1955 – )
- سيار بن سلامة

## وصلات خارجية
- موسوعة السلطان قابوس لأسماء العرب نسخة محفوظة 5 أبريل 2019 على موقع واي باك مشين.